# Înălțimile Golan

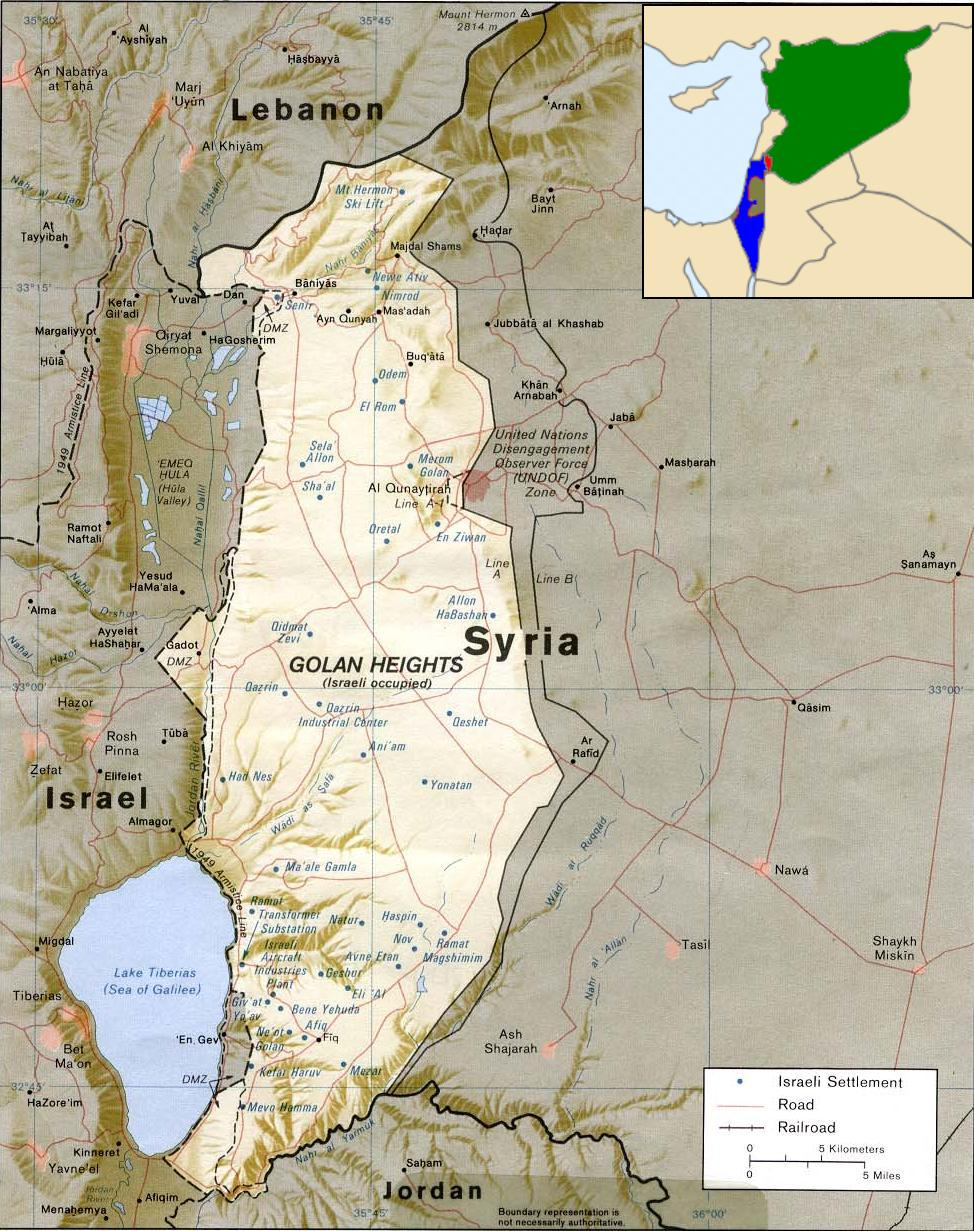
Înălțimile Golan

Înălțimile Golan (sau Platoul Golan) (arabă: هضبة الجولان, Haḍbatu 'l-Jawlān sau مرتفعات الجولان, Murtafaʕātu 'l-Jawlān, ebraică: רמת הגולן, Ramat ha-Golan), până în 1967 cunoscut de mulți non-arabi ca Platoul sirian (în ebraică: הרמה הסורית (Haramá Hasurit), este un platou stâncos vulcanic de importanță strategică cu o altitudine medie de 1.000 de metri și având cu o suprafață totală de 1.800 km2. Platoul este situat la capătul sudic al Munților Antiliban și la granița dintre Siria și Israel. Altitudinea variază de la 2.000 de metri în nord, la nivelul mării de mai jos de-a lungul Mării Galileii și râul Yarmuk în sud. Are o populație de aproximativ 120.000 de oameni formată în principal din arabi și evrei. Platoul Golan este o destinație turistică populară care atragere anual cca. 3 milioane de turiști. Golan are o istorie bogată și numeroase repere arheologice, munți vulcanici și cascade.

## Istorie

### Perioada antică

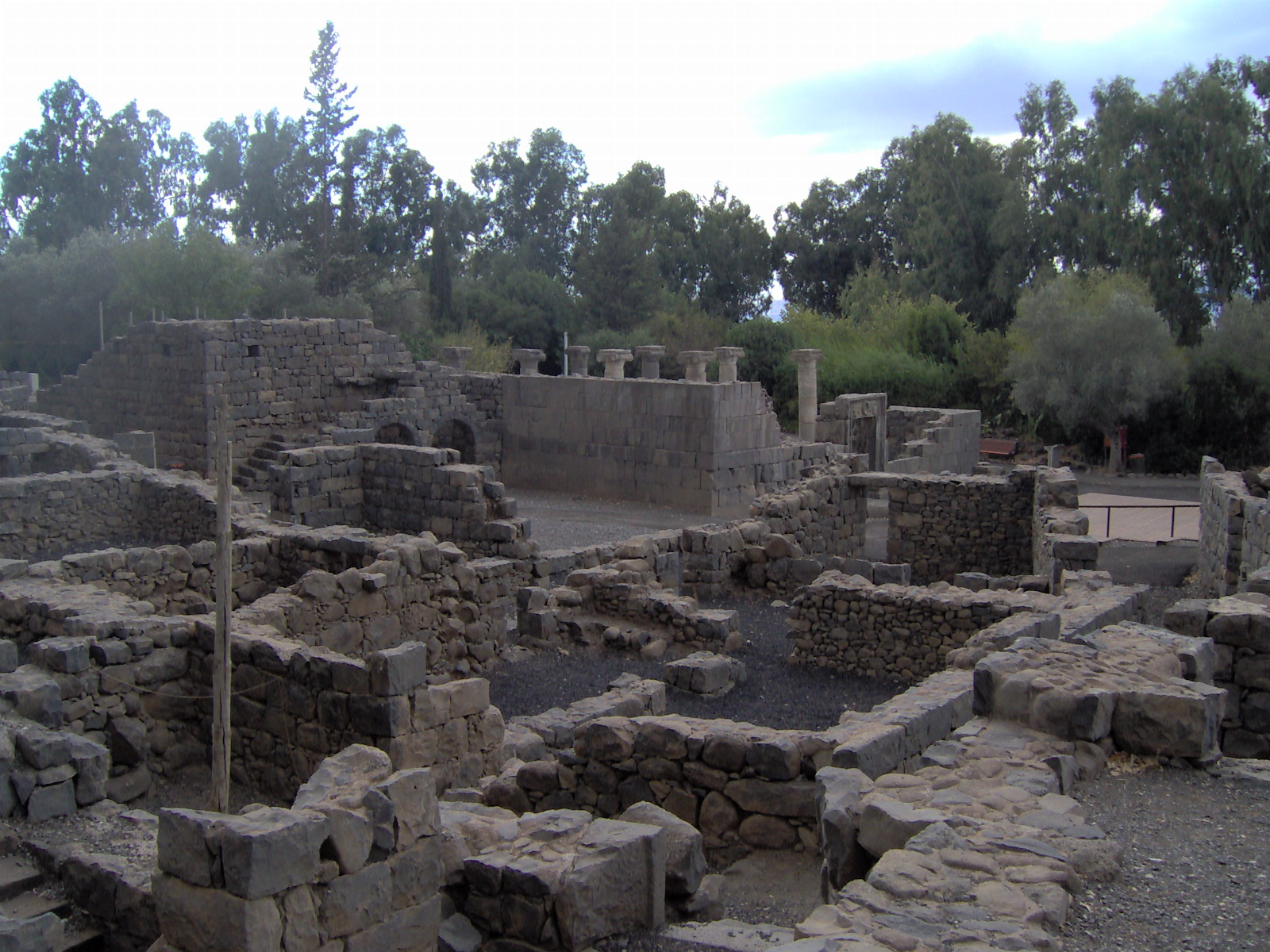
Antica așezare Romana Kațrin

Săpăturile arheologice din Golan au descoperit o mulțime de situri arheologice din perioadele Biblice, romane și medievale. Un număr mare de descoperiri antice care pun în lumină istoria Înălțimilor Golan, sunt reprezentate în muzeul "Antichităților din Golan" din orașul Kațrin și în Muzeul Israelului din Ierusalim.
Printre obiectivele turistice cele mai vechi din Platoul Golan se enumerǎ Rujm el-Hiri, care sunt niște megalite din perioda bronzului timpuriu.
Săpăturile arheologice care au început în secolul al XIX-lea au devenit sistematice abia după Războiul de Șase Zile, s-au constatat numeroase monumente arhitecturale, există dovezi de existență a unei populații evreiești dense aici în perioadele dintre domnia lui Irod I cel Mare și până la cucerirea arabă din secolul VII. Ruine de sinagogi, coloanele cu imagini și simboluri evreiești, inscripții în ebraică, aramaică și greacă au fost găsite în zone dintre satele Hammat Gader, Khirbat Kanaf, Kafr Harib, Kațrin și în multe alte locuri.

### Războaiele arabo-israeliene
Ca urmare a victoriei israeliene împotriva statelor arabe Egipt, Iordania și Siria, în Războiul de Șase Zile din iunie 1967, Israelul a ocupat ilegal Platoul Golan, Fâșia Gaza, Peninsula Sinai și Cisiordania.